# Clematis viridis
Clematis viridis là một loài thực vật có hoa trong họ Mao lương. Loài này được (W.T.Wang & M.C.Chang) W.T.Wang mô tả khoa học đầu tiên năm 2001.